# ITF Women’s Circuit 2011 (Oktober–Dezember)
In den folgenden Tabellen werden die Tennisturniere des vierten Quartals des ITF Women’s Circuit 2011 dargestellt.

## Turnierplan
| Kategorien |
| ---------- |
| $100.000   |
| $75.000    |
| $50.000    |
| $25.000    |
| $10.000    |

### Oktober
| Datum 1 | Turnierort                                         | Siegerin Einzel           | Siegerinnen Doppel                                             |
| ------- | -------------------------------------------------- | ------------------------- | -------------------------------------------------------------- |
| 03.10.  | Kansas City                                        | Varvara Lepchenko         | Maria Abramović Eva Hrdinová                                   |
| 03.10.  | Kōfu                                               | Chang Kai-chen            | Chan Chin-wei Hsu Wen-hsin                                     |
| 03.10.  | Esperance                                          | Casey Dellacqua           | Casey Dellacqua Olivia Rogowska                                |
| 03.10.  | Jerewan                                            | Julia Cohen               | Tatia Mikadse Sopia Schapatawa                                 |
| 03.10.  | Palembang                                          | Iryna Brémond             | Tamaryn Hendler Chanel Simmonds                                |
| 03.10.  | Dobritsch                                          | Elitsa Kostova            | Diana Marcu Cristina Mitu                                      |
| 03.10.  | Solin                                              | Dijana Banoveć            | Martina Borecká Petra Krejsová                                 |
| 03.10.  | Settimo San Pietro                                 | Anne Schäfer              | Carolin Daniels Laura Schaeder                                 |
| 03.10.  | Pirot                                              | Natalija Kostić           | Csilla Argyelán Dalija Safirowa                                |
| 03.10.  | Madrid                                             | Marina Giral Lores        | Kim Grajdek Justyna Jegiołka                                   |
| 03.10.  | Antalya                                            | Julia Mayr                | Evelyn Mayr Julia Mayr                                         |
| 03.10.  | Williamsburg                                       | Danielle Collins          | Brittany Augustine Elizabeth Lumpkin                           |
| 03.10.  | São Paulo                                          | Paula Cristina Gonçalves  | Maria Fernanda Alves Gabriela Cé                               |
| 10.10.  | Joué-lès-Tours                                     | Alison Riske              | Ljudmyla Kitschenok Nadija Kitschenok                          |
| 10.10.  | Troy                                               | Romina Oprandi            | Jelena Bowina Walerija Sawinych                                |
| 10.10.  | Kalgoorlie                                         | Casey Dellacqua           | Casey Dellacqua Olivia Rogowska                                |
| 10.10.  | Sant Cugat del Vallès                              | Réka-Luca Jani            | Jana Čepelová Katarzyna Piter                                  |
| 10.10.  | Jerewan                                            | Anna Karolína Schmiedlová | Anastasia Grymalska Anastassija Wassyljewa                     |
| 10.10.  | Bol                                                | Karla Popović             | Karin Morgošová Lenka Tvarošková                               |
| 10.10.  | Cagliari                                           | Aljaksandra Sasnowitsch   | Giulia Gabba Alice Savoretti                                   |
| 10.10.  | Antalya                                            | Agnese Zucchini           | der Doppelbewerb wurde wegen des schlechten Wetters gestrichen |
| 10.10.  | São Paulo                                          | Carolina Zeballos         | Maria Fernanda Alves Karina Venditti                           |
| 10.10.  | Astana                                             | Polina Vinogradova        | Nikola Fraňková Polina Rodionowa                               |
| 17.10.  | Limoges                                            | Sorana Cîrstea            | Sofia Arvidsson Jill Craybas                                   |
| 17.10.  | Rock Hill                                          | Romina Oprandi            | Maria Abramović Roxane Vaisemberg                              |
| 17.10.  | Seoul                                              | Hsieh Su-wei              | Kang Seo-kyung Kim Na-ri                                       |
| 17.10.  | Makinohara                                         | Karolína Plíšková         | Shuko Aoyama Kotomi Takahata                                   |
| 17.10.  | Lagos                                              | Elina Switolina           | Nina Brattschikowa Melanie Klaffner                            |
| 17.10.  | Glasgow                                            | Claire Feuerstein         | Emma Laine Kristina Mladenovic                                 |
| 17.10.  | Sevilla                                            | Réka-Luca Jani            | Lara Arruabarrena Estrella Cabeza Candela                      |
| 17.10.  | Dubrovnik                                          | Natalija Kostić           | Gracia Radovanovic Dejana Raickovic                            |
| 17.10.  | Antalya                                            | Diana Enache              | Sopia Kwazabaia Maryna Zanevska                                |
| 17.10.  | Annaba                                             | Alina Wessel              | Amandine Cazeaux Alina Wessel                                  |
| 17.10.  | Montego Bay                                        | Zuzana Zlochová           | Nikola Hübnerová Zuzana Zlochová                               |
| 17.10.  | Almaty                                             | Alexandra Artamonova      | Anna Danilina Kamila Kerimbajewa                               |
| 17.10.  | Goiânia                                            | Maria Fernanda Alves      | Jazmin Britos Carla Lucero                                     |
| 24.10.  | Poitiers Internationaux Féminins de la Vienne 2011 | Kimiko Date-Krumm         | Alizé Cornet Virginie Razzano                                  |
| 24.10.  | Barnstaple AEGON GB Pro-Series Barnstaple 2011     | Anne Keothavong           | Eva Birnerová Anne Keothavong                                  |
| 24.10.  | Saguenay                                           | Tímea Babos               | Tímea Babos Jessica Pegula                                     |
| 24.10.  | Bayamón                                            | Michelle Larcher de Brito | Chanel Simmonds Ajla Tomljanović                               |
| 24.10.  | Lagos                                              | Tamaryn Hendler           | Melanie Klaffner Ágnes Szatmári                                |
| 24.10.  | Hamanako                                           | Karolína Plíšková         | Natsumi Hamamura Ayumi Oka                                     |
| 24.10.  | Netanya                                            | Dinah Pfizenmaier         | Çağla Büyükakçay Pemra Özgen                                   |
| 24.10.  | Port Pirie                                         | Olivia Rogowska           | Isabella Holland Sally Peers                                   |
| 24.10.  | Dubrovnik                                          | Martina Caregaro          | Wiktorija Kan Barbora Krejčíková                               |
| 24.10.  | Stockholm                                          | Anett Kontaveit           | Quirine Lemoine Lisanne van Riet                               |
| 24.10.  | Antalya                                            | Diana Enache              | Diana Enache Daniëlle Harmsen                                  |
| 24.10.  | Montego Bay                                        | Kateřina Kramperová       | Jennifer Brady Nikola Hübnerová                                |
| 24.10.  | Bogotá                                             | Patricia Kú Flores        | Patricia Kú Flores Katherine Miranda Chang                     |
| 24.10.  | Goiânia                                            | Beatriz Haddad Maia       | Paula Cristina Gonçalves Beatriz Haddad Maia                   |
| 31.10.  | Taipeh OEC Taipei Ladies Open 2011                 | Ayumi Morita              | Chan Yung-jan Zheng Jie                                        |
| 31.10.  | Nantes                                             | Alison Riske              | Stéphanie Foretz Gacon Kristina Mladenovic                     |
| 31.10.  | Ismaning                                           | Anne Keothavong           | Kiki Bertens Anne Keothavong                                   |
| 31.10.  | Grapevine                                          | Kurumi Nara               | Jamie Hampton Zhang Shuai                                      |
| 31.10.  | Toronto                                            | Amra Sadikovic            | Gabriela Dabrowski Marie-Ève Pelletier                         |
| 31.10.  | Istanbul                                           | Lessja Zurenko            | Ljudmyla Kitschenok Nadija Kitschenok                          |
| 31.10.  | Mount Gambier                                      | Bojana Bobusic            | Stephanie Bengson Tyra Calderwood                              |
| 31.10.  | Minsk                                              | Olha Jantschuk            | Polina Monowa Anna Smolina                                     |
| 31.10.  | Sunderland                                         | Alison Van Uytvanck       | Eva Wacanno Caitlin Whoriskey                                  |
| 31.10.  | Stockholm                                          | Antonia Lottner           | Ghislaine van Baal Lisanne van Riet                            |
| 31.10.  | Antalya                                            | Jovana Jakšić             | Vaszilisza Bulgakova Martina Kubičíková                        |
| 31.10.  | Kuching                                            | Luksika Kumkhum           | Luksika Kumkhum Nungnadda Wannasuk                             |
| 31.10.  | Asunción                                           | Romana Tabák              | Mailen Auroux María Irigoyen                                   |
| 31.10.  | Montego Bay                                        | Tereza Hladiková          | Chalena Scholl Zuzana Zlochová                                 |
| 31.10.  | Bogotá                                             | Yuliana Lizarazo          | Martina Frantová Libby Muma                                    |

### November
| Datum 1 | Turnierort                                                 | Siegerin Einzel         | Siegerinnen Doppel                         |
| ------- | ---------------------------------------------------------- | ----------------------- | ------------------------------------------ |
| 07.11.  | Phoenix Goldwater Women’s Tennis Classic 2011              | Sessil Karatantschewa   | Jamie Hampton Ajla Tomljanović             |
| 07.11.  | Opole                                                      | Ana Vrljić              | Naomi Broady Kristina Mladenovic           |
| 07.11.  | Benicarló                                                  | Garbiñe Muguruza        | Inés Ferrer Suárez Richèl Hogenkamp        |
| 07.11.  | Loughborough                                               | Tara Moore              | Tara Moore Francesca Stephenson            |
| 07.11.  | Antalya                                                    | Natalija Kostić         | Laura-Ioana Andrei Raluca Elena Platon     |
| 07.11.  | Manila                                                     | Peangtarn Plipuech      | Luksika Kumkhum Peangtarn Plipuech         |
| 07.11.  | Montego Bay                                                | Chalena Scholl          | Kelsey Laurente Chanelle Van Nguyen        |
| 07.11.  | Medellin                                                   | Lenka Broošová          | Patricia Kú Flores Katherine Miranda Chang |
| 07.11.  | Asunción                                                   | Romana Tabák            | Mailen Auroux María Irigoyen               |
| 07.11.  | Salvador                                                   | Doménica González       | Marcela Bueno Flavia Guimaraes Bueno       |
| 07.11.  | Monastir                                                   | Wiktorija Tomowa        | Anita Husarić Wiktorija Tomowa             |
| 14.11.  | Bratislava                                                 | Lessja Zurenko          | Naomi Broady Kristina Mladenovic           |
| 14.11.  | Traralgon                                                  | Casey Dellacqua         | Stephanie Bengson Tyra Calderwood          |
| 14.11.  | Asunción                                                   | Romana Tabák            | Julia Cohen Tereza Mrdeža                  |
| 14.11.  | Équerdreville                                              | Maryna Zanevska         | Elyna Boeykens Eva Wacanno                 |
| 14.11.  | Concepción                                                 | Fernanda Brito          | Alina Mikheeva Candelaria Sedano-Acosta    |
| 14.11.  | Manila                                                     | Luksika Kumkhum         | Napatsakorn Sankaew Varunya Wongteanchai   |
| 14.11.  | Monastir                                                   | Estelle Guisard         | Margarita Lasarewa Jekaterina Jaschina     |
| 14.11.  | Vinaròs                                                    | Anastasia Grymalska     | Anastasia Grymalska Jewgenija Paschkowa    |
| 21.11.  | Toyota Dunlop World Challenge Tennis Tournament 2011/Damen | Tamarine Tanasugarn     | Makoto Ninomiya Riko Sawayanagi            |
| 21.11.  | Bendigo                                                    | Casey Dellacqua         | Stephanie Bengson Tyra Calderwood          |
| 21.11.  | Helsinki                                                   | Tímea Babos             | Janette Husárová Emma Laine                |
| 21.11.  | Rancagua                                                   | Tina Schiechtl          | Belén Ludueña Daniela Seguel               |
| 21.11.  | La Vall d’Uixó                                             | Daria Salnikova         | Viktorija Golubic Magdalena Kiszczyńska    |
| 21.11.  | Antalya                                                    | Daniëlle Harmsen        | Diana Enache Daniëlle Harmsen              |
| 21.11.  | La Marsa                                                   | Anastasia Grymalska     | Désirée Bastianon Steffi Distelmans        |
| 28.11.  | Dubai Al Habtoor Tennis Challenge 2011                     | Noppawan Lertcheewakarn | Nina Brattschikowa Darija Jurak            |
| 28.11.  | Vendryně                                                   | Amra Sadikovic          | Michaela Hončová Zuzana Luknárová          |
| 28.11.  | Rosario                                                    | Chanel Simmonds         | Mailen Auroux María Irigoyen               |
| 28.11.  | Antalya                                                    | Ilona Kramen            | Diana Enache Daniëlle Harmsen              |

### Dezember
| Datum 1 | Turnierort        | Siegerin Einzel       | Siegerinnen Doppel                          |
| ------- | ----------------- | --------------------- | ------------------------------------------- |
| 05.12.  | Buenos Aires      | Julia Cohen           | Mailen Auroux María Irigoyen                |
| 05.12.  | Antalya           | Wiktorija Kutusowa    | Hülya Esen Lütfiye Esen                     |
| 05.12.  | Solapur           | Hanna Schkudun        | Lu Jia Xiang Lu Jiajing                     |
| 05.12.  | Quito             | Zuzana Zlochová       | Veronica Corning Nicole Robinson            |
| 12.12.  | Santiago de Chile | Verónica Cepede Royg  | Inés Ferrer Suárez Richèl Hogenkamp         |
| 12.12.  | Antalya           | Daria Salnikova       | Gioia Barbieri Giulia Pasini                |
| 12.12.  | Pune              | Lu Jiajing            | Lu Jia Xiang Lu Jiajing                     |
| 12.12.  | Djibouti          | Shivika Burman        | Alexandra von Schmidt Poojashree Venkatesha |
| 19.12.  | Ankara            | Kristina Mladenovic   | Nina Brattschikowa Darija Jurak             |
| 19.12.  | Pune              | Céline Cattaneo       | Lu Jia Xiang Lu Jiajing                     |
| 19.12.  | Djibouti          | Alexandra von Schmidt | Alexandra von Schmidt Poojashree Venkatesha |
| 26.12.  | Tjumen            | Julija Putinzewa      | Darja Kustawa Olha Sawtschuk                |